# Michael Tollin
Mike Tollin, född 1956 i Havertown i Pennsylvania i USA, är en filmregissör och producent. Några av hans stora arbeten är Radio, Coach Carter, och Varsity Blues. Han arbetar oftast med sin kollega Brian Robbins. Tillsammans äger de produktionsbolaget Tollin/Robbins Productions. De har skapat och producerat serier såsom All That, The Amanda Show, Kenan & Kel, One Tree Hill, Smallville, What I Like About You, The Bronx is Burning, med fler.